# NGC 2316
NGC 2316 је емисионо-рефлексиона маглина у сазвежђу Једнорог која се налази на NGC листи објеката дубоког неба.
Деклинација објекта је - 7° 46' 38" а ректасцензија 6h 59m 40,8s. Привидна величина (магнитуда) објекта NGC 2316 износи 13,6. NGC 2316 је још познат и под ознакама NGC 2317, LBN 1021, part of one neb.